# Haltérophilie aux Jeux olympiques d'été de 2020 - Moins de 64 kg femmes
Navigation
Rio 2016 Paris 2024
L'épreuve des moins de 64 kg femmes  en haltérophilie des Jeux olympiques d'été de 2020 a eu lieu le 27 juillet 2021 au Tokyo International Forum.

## Records
Avant cette compétition, les records dans cette discipline étaient :
| Record du monde  | Arraché     | Deng Wei (CHN)  | 117 kg | Tianjin, Chine     | 11 décembre 2019  |
| Record du monde  | Épaulé-jeté | Deng Wei (CHN)  | 145 kg | Pattaya, Thaïlande | 22 septembre 2019 |
| Record du monde  | Total       | Deng Wei (CHN)  | 261 kg | Pattaya, Thaïlande | 22 septembre 2019 |
| Record olympique | Arraché     | Norme olympique | 108 kg | –                  | 1er novembre 2018 |
| Record olympique | Épaulé-jeté | Norme olympique | 134 kg | –                  | 1er novembre 2018 |
| Record olympique | Total       | Norme olympique | 242 kg | –                  | 1er novembre 2018 |

## Programme
L'épreuve des moins de 64 kg se déroule sur une journée selon le programme suivant :
Tous les horaires correspondent à l'UTC+9
| Date                  | Horaire | Manche   |
| --------------------- | ------- | -------- |
| Mardi 27 juillet 2021 | 11 h 50 | Groupe B |
| Mardi 27 juillet 2021 | 19 h 50 | Groupe A |

## Médaillés
| Or            | Argent            | Bronze        |
| Maude Charron | Giorgia Bordignon | Chen Wen-huei |

## Résultats
Maude Charron remporte l'épreuve.
| Rang | Athlète               | Nation          | Groupe | Poids | Arraché (kg) | Arraché (kg) | Arraché (kg) | Arraché (kg) | Épaulé-jeté (kg) | Épaulé-jeté (kg) | Épaulé-jeté (kg) | Épaulé-jeté (kg) | Total |
| Rang | Athlète               | Nation          | Groupe | Poids | 1            | 2            | 3            | Résultat     | 1                | 2                | 3                | Résultat         | Total |
| ---- | --------------------- | --------------- | ------ | ----- | ------------ | ------------ | ------------ | ------------ | ---------------- | ---------------- | ---------------- | ---------------- | ----- |
| 1    | Maude Charron         | Canada          | A      | 63.30 | 102          | 105          | 108          | 105          | 128              | 128              | 131              | 131              | 236   |
| 2    | Giorgia Bordignon     | Italie          | A      | 63.70 | 98           | 101          | 104          | 104          | 121              | 126              | 128              | 128              | 232   |
| 3    | Chen Wen-huei         | Taipei chinois  | A      | 63.90 | 97           | 100          | 103          | 103          | 127              | 130              | 130              | 127              | 230   |
| 4    | Mercedes Pérez        | Colombie        | A      | 63.70 | 101          | 101          | 105          | 101          | 126              | 131              | 131              | 126              | 227   |
| 5    | Sarah Davies          | Grande-Bretagne | A      | 63.90 | 97           | 100          | 100          | 100          | 127              | 127              | 133              | 127              | 227   |
| 6    | Angie Palacios        | Équateur        | A      | 63.55 | 100          | 104          | 108          | 104          | 122              | 127              | 127              | 122              | 226   |
| 7    | Elreen Ando           | Philippines     | A      | 63.15 | 96           | 99           | 100          | 100          | 118              | 122              | 122              | 122              | 222   |
| 8    | Marina Rodríguez      | Cuba            | A      | 64.00 | 95           | 98           | 98           | 98           | 118              | 123              | 123              | 123              | 221   |
| 9    | Nuray Levent          | Turquie         | A      | 63.10 | 97           | 100          | 103          | 100          | 116              | 120              | 124              | 120              | 220   |
| 10   | Lisa Schweizer        | Allemagne       | A      | 63.60 | 97           | 100          | 102          | 100          | 117              | 121              | 121              | 117              | 217   |
| 11   | Kiana Elliott         | Australie       | B      | 63.40 | 93           | 97           | 101          | 101          | 108              | 108              | 111              | 108              | 209   |
| 12   | Sema Ludrick          | Nicaragua       | B      | 64.00 | 87           | 87           | 92           | 87           | 110              | 115              | 118              | 115              | 202   |
| 13   | Yasmin Zammit Stevens | Malte           | B      | 63.70 | 84           | 84           | 87           | 84           | 101              | 101              | 105              | 105              | 189   |
| –    | Chaima Rahmouni       | Tunisie         | B      | 62.90 | 88           | 91           | 93           | 91           | 110              | 110              | 111              | –                | –     |